# Дупапиатра (Хунедоара)
Дупапиатра (рум. Dupăpiatră) насеље је у Румунији у округу Хунедоара у општини Бучеш. Oпштина се налази на надморској висини од 428 m.

## Становништво
Према подацима из 2002. године у насељу је живело 267 становника, од којих су сви румунске националности.